# Liste der denkmalgeschützten Objekte in Dienten am Hochkönig
Die Liste der denkmalgeschützten Objekte in Dienten am Hochkönig enthält die 5 denkmalgeschützten, unbeweglichen Objekte der Gemeinde Dienten am Hochkönig.

## Denkmäler
| Foto |                 | Denkmal                                                                      | Standort                               | Beschreibung | Metadaten |
| ---- | --------------- | ---------------------------------------------------------------------------- | -------------------------------------- | --- | --- |
| ja   | Datei hochladen | Kastenkreuz HERIS-ID: 63099 Objekt-ID: 75708                                 | Dorf 4 Standort KG: Dienten            | Das Kreuz befindet sich am Felsen unterhalb der Kirche auf der Seite des Turmes. Von der Straße aus ist es gut sichtbar. Es zeigt das christliche Kreuz mit Jesusfigur und der darüber angebrachten Inschrift „INRI“. Der Hintergrund des Kreuzes ist in blauer Farbe gehalten, genau so, wie man es auch vom Kastenkreuz in Maria Kirchenthal her kennt. | BDA-Hist.: Q38102179 Status: § 2a Stand der BDA-Liste: 2025-06-30 Name: Kastenkreuz GstNr.: 43/1 Kastenkreuz, Dienten                                                  |
| ja   | Datei hochladen | Pfarrhof HERIS-ID: 52772 Objekt-ID: 60398                                    | Dorf 16 Standort KG: Dienten           | Der Pfarrhof liegt am Fuße des Kirchenhügels und in ihm ist eine Kapelle mit Tonnengewölbe eingerichtet. Früher wurden die Wochentags-Messen öfters hier abgehalten, da der Hügel infolge von Schneeverwehungen nur schwer bestiegen werden konnte. Die in dieser Kapelle aufgestellte St. Josef Statue wurde bei einem Bombenanschlag 1934 zerstört. | BDA-Hist.: Q38054151 Status: § 2a Stand der BDA-Liste: 2025-06-30 Name: Pfarrhof GstNr.: .108 Pfarrhof (Dienten)                                                       |
| ja   | Datei hochladen | Altes Gemeindehaus HERIS-ID: 52770 Objekt-ID: 60396                          | Dorf 48 Standort KG: Dienten           | Das alte Gemeindehaus steht mitten im Dorf und ist heute ein Blickfang und schönes Fotomotiv. Es ist ein reiner Holzbau der in der früher selbstverständlichen Blockbauweise errichtet wurde. | BDA-Hist.: Q38054136 Status: Bescheid Stand der BDA-Liste: 2025-06-30 Name: Altes Gemeindehaus GstNr.: .73 Altes Gemeindehaus (Dienten)                                |
| ja   | Datei hochladen | Kath. Pfarrkirche hl. Nikolaus und Friedhof HERIS-ID: 52774 Objekt-ID: 60400 | Dorf Dienten Standort KG: Dienten      | Die Dientener Kirche steht mitten im Tal auf einem Hügel, für das ganze Dorf gut sichtbar. Entgegen der sonst üblichen Ost-Ausrichtung ist diese gegen Süden ausgerichtet. Sie wurde 1505 eingeweiht. Der Innenraum ist mit einem feinen Rippennetzgewölbe überspannt. Den Altar dominieren die Figuren des Kirchenpatrons St. Nikolaus, St. Rupert und Erasmus. Im Turm hängt noch eine alte Glocke aus dem Jahre 1597. Weitere 3 Glocken stammen aus dem Jahre 1949. | BDA-Hist.: Q17126916 Status: § 2a Stand der BDA-Liste: 2025-06-30 Name: Kath. Pfarrkirche hl. Nikolaus und Friedhof GstNr.: .122, 45 Pfarrkirche hl. Nikolaus, Dienten |
| ja   | Datei hochladen | Bauernhaus, Grüneggut HERIS-ID: 12776 Objekt-ID: 8934                        | Schattberg 15 Standort KG: Dientenbach | Das alte Bauernhaus, welches liebevoll restauriert wurde, ist wohl eines der ältesten in Dienten. Heute ist es ein kleines Museum, dessen Kernstück die alte Getreidemühle ist. Sie ist voll funktionstüchtig und der Betrieb wird auch bei Führungen vorgeführt. | BDA-Hist.: Q38140860 Status: Bescheid Stand der BDA-Liste: 2025-06-30 Name: Bauernhaus, Grüneggut GstNr.: .126 Grüneggut                                               |